# Schweiz Grand Prix 1950
Schweiz Grand Prix 1950 var det fjärde av sju lopp ingående i formel 1-VM 1950. Detta var det första F1-loppet som kördes i Schweiz.

## Resultat
1. Nino Farina, Alfa Romeo, 8+1 poäng
2. Luigi Fagioli, Alfa Romeo, 6
3. Louis Rosier, Talbot-Lago-Talbot, 4
4. Prince Bira, Enrico Platé (Maserati), 3
5. Felice Bonetto, Milano (Maserati), 2
6. Emmanuel de Graffenried, Enrico Platé (Maserati)
7. Nello Pagani, Scuderia Achille Varzi (Maserati)
8. Harry Schell, Ecurie Bleue (Talbot-Lago-Talbot)
9. Louis Chiron, Maserati
10. Johnny Claes, Ecurie Belge (Talbot-Lago-Talbot)
11. Antonio Branca, Scuderia Achille Varzi (Maserati)

### Förare som bröt loppet
- Juan Manuel Fangio, Alfa Romeo (varv 32, motor)
- Philippe Étancelin, Philippe Étancelin (Talbot-Lago-Talbot) (25, växellåda)
- Eugène Martin, Talbot-Lago-Talbot (19, olycka)
- Raymond Sommer, Ferrari (19, upphängning)
- Luigi Villoresi, Ferrari (9, motor)
- Alberto Ascari, Ferrari (4, oljepump)
- Yves Giraud-Cabantous, Talbot-Lago-Talbot (0, olycka)